# Виннипег Джетс (1972—1996)
«Ви́ннипег Джетс» (англ. Winnipeg Jets) — профессиональная хоккейная команда из города Виннипег (Канада). Клуб основан 1 ноября 1971 года, прекратил существование 30 июня 1996 года, получив название «Финикс Койотис» 1 июля 1996 года. 24 июня 2011 года за несколько часов до драфта было объявлено, что команда, переехавшая в Виннипег из Атланты получит старое название «Виннипег Джетс». «Виннипег Джетс» выступал во Всемирной хоккейной ассоциации в 1972—1979 годах и в Национальной хоккейной лиге в 1979—1996 годах. В декабре 1976 года клуб, в ранге обладателя Кубка АВКО, приезжал в Москву на турнир «Приз „Известий“», но занял лишь четвёртое место.

## История
Хоккейная организация «Виннипег Джетс» родилась в середине 60-х годов, когда команда начала играть в Западно-Канадской Юниорской Лиге. Первый владелец клуба, предприниматель Бен Хатскин, дал название своему детищу в честь команды по американскому футболу «Нью-Йорк Джетс», хозяином которого был его друг Сонни Уэрбин.
В 1971 году «Виннипег Джетс» присоединились к только что образованной Всемирной Хоккейной Ассоциации (ВХА) и сыграли свои первые игры в новой лиге в сезоне-72/73. Выступление «Виннипега» сразу же привлекло к себе внимание, в первую очередь из-за того, что Хатскину удалось переманить из «Чикаго Блэкхокс» Бобби Халла, что вызвало даже судебный иск НХЛ против ВХА. К счастью «Джетс», НХЛ не удалось добиться постановления суда о возвращении своей звезды, и Халл на долгие годы стал лидером клуба. За всё время выступлений в ВХА «Виннипег Джетс» трижды становились чемпионами лиги, а в 1979 году был включены в состав НХЛ.
Свой первый матч в НХЛ «Джетс» провели 10 октября 1979 года, проиграв в Питтсбурге 2:4. В том сезоне команда набрала всего 51 очко и разделила последнее место с «Колорадо Роккис». Для Бобби Халла тот сезон стал последним в его карьере.
В сезоне-80/81 клуб свалился на дно таблицы, набрав всего 32 очка, но это дало ему право первого выбора на драфте 1981 года. Так в команду пришёл Дэйл Хаверчук. На следующий сезон благодаря результативной игре Хаверчука, получившего титул лучшего новичка лиги со 103 очками (45+58), и хорошей тренерской работе Тома Уатта, ставшего лучшим тренером НХЛ, «Джетс» улучшили свои прошлогодние показатели на 48 очков и, заняв второе место в дивизионе Норис, добились права выступать в плей-офф, но уже в первом раунде проиграли «Сент-Луису».
В сезонах 82/83 и 83/84 команда занимала места в середине турнирной таблицы, но по-прежнему продолжала проигрывать в первых раундах Кубка Стэнли.
Наконец, в 1985 году, ведомые тренером Барри Лонгом, после рекордного для себя регулярного чемпионата (96 очков), «Джетс» сумели дойти до второго раунда плей-офф, обыграв «Калгари», но в финале дивизиона уступили «Эдмонтону» в четырёх матчах. Болельщики после того сезона задавались вопросом «А что если бы. . .?», имея в виду травму Хаверчука, сломавшего ребро на первом этапе и не сумевшем принять участие в серии против «Ойлерс».
В сезоне-85/86 «Виннипег» недобрал 37 очков в регулярном чемпионате по сравнению с предшествующим годом и снова выбыл из борьбы за Кубок Стэнли на первом этапе. Перед следующим сезоном Лонг был заменён на Дэна Малони, и «Джетс», сумев преодолеть «Калгари» в полуфинале дивизиона, опять в четырёх матчах проиграли «Эдмонтону» на втором этапе. Та победа над «Калгари» стала второй и последней победой «Виннипег Джетс» в сериях плей-офф.
В 1990 году «Джетс» были как никогда близки к победе над постоянными соперниками из «Эдмонтона», ведя в серии в первом раунде плей-офф со счётом 3:1, но не смогли удержать своего преимущества, не устояв против Марка Мессье и Гранта Фюра. После завершения того сезона стареющий Хаверчук потребовал обмена в более удачливую команду. Его просьба была удовлетворена, а «Джетс» полностью провалились на следующий год, набрав всего 63 очка.
В сезоне-91/92 под руководством нового тренера Джона Паддока «Виннипег» вернулся в плей-офф, но, как всегда, выбыл после первого раунда, проиграв на этот раз «Ванкуверу».
К началу сезона-92/93 стала проявляться деятельность генерального менеджера Майка Смита, занявшего свой пост в конце 80-х и в большом количестве набиравшего европейских хоккеистов на ежегодных драфтах новичков. В команде в тот сезон появились Теему Селянне и Алексей Жамнов. Селянне, забросив 76 шайб и набрав 132 очка, установил новые рекорды для новичков лиги. Но в розыгрыше Кубка Стэнли, как и год назад, «Джетс» проиграли в первом раунде «Ванкуверу».
В 1994 и в 1995 годах команда не смогла пробиться в плей-офф, и в Виннипеге начался закат хоккейной эры. Небольшой город не мог приносить больших денег, и из-за растущих зарплат хоккеистов в НХЛ «Джетс» стали близки к финансовому краху.
Сезон-95/96 стал последним для «Джетс». Главная звезда клуба Теему Селянне был обменян в «Анахайм» на Олега Твердовского. Тем не менее, команда благодаря отличной игре вратаря Николая Хабибулина и нападающего Кейта Ткачука пробилась в плей-офф, но лишь для того, чтобы проиграть «Детройту» в шести играх.
Ровно 1400 матчей регулярного чемпионата и плей-офф провели «Джетс» в Виннипеге до своей продажи. Новые хозяева клуба, Ричард Бурк и Стивен Глакстерн, заплатив $65 миллионов, были близки к тому, чтобы команда осела в Миннеаполисе, но эта сделка не прошла. В итоге «Джетс» обосновались в пустынной Аризоне, став «Финикс Койотис». Генеральным менеджером был назначен Бобби Смит.
Спустя 15 лет большой хоккей вновь возвращается в Виннипег. Новая команда НХЛ, переехавшая из Атланты, называется «Виннипег Джетс». Об этом официально объявил совладелец клуба Марк Чипмэн перед тем, как генеральный менеджер Кевин Чевелдэйофф назвал выбор в первом раунде драфта новичков, который проходил в Миннесоте в субботу 25 июня 2011 года.

### Неиспользуемые номера (в варианте команды до 1996 г.)
- 9 — Бобби Халл, крайний нападающий (1972—1980). Выведен из обращения 19 февраля 1989 года.
- 25 — Томас Стеен, крайний нападающий (1981—1995). Выведен из обращения 6 мая 1995 года.

## Статистика
```
   
год    и    в  н  п     ш      о           плей-офф

------------------------------------------------------------------
1979-80  80  +20=11-49  214:314  51     в плей-офф не играли
1980-81  80  + 9=14-57  246:400  32     в плей-офф не играли
1981-82  80  +33=14-33  319:332  80     проиграли в первом раунде
1982-83  80  +33= 8-39  311:333  74     проиграли в первом раунде
1983-84  80  +31=11-38  340:374  73     проиграли в первом раунде
1984-85  80  +43=10-27  358:332  96     проиграли во втором раунде
1985-86  80  +26= 7-47  295:372  59     проиграли в первом раунде
1986-87  80  +40= 8-32  279:271  88     проиграли во втором раунде
1987-88  80  +33=11-36  292:310  77     проиграли в первом раунде
1988-89  80  +26=12-42  300:355  64     в плей-офф не играли
1989-90  80  +37=11-32  298:290  85     проиграли в первом раунде
1990-91  80  +26=11-43  260:288  63     в плей-офф не играли
1991-92  80  +33=15-32  251:244  81     проиграли в первом раунде
1992-93  84  +40= 7-37  322:320  87     проиграли в первом раунде
1993-94  84  +24= 9-51  245:344  57     в плей-офф не играли
1994-95  48  +16= 7-25  157:177  39     в плей-офф не играли
1995-96  82  +36= 6-40  275:291  78     проиграли в первом раунде
```